# 総理にされた男
『総理にされた男』（そうりにされたおとこ）は、中山七里のポリティカル・エンターテインメント小説。

## 執筆背景
NHK出版のウェブサイト上で2013年10月から2014年12月にかけて連載され、2015年8月25日にNHK出版から単行本が刊行された。単行本の装画は龍神貴之によるもので、雲間から射す光によって少しの希望が表現されている。2018年12月6日には宝島社から文庫本が刊行された。文庫本の挿画は加藤木麻莉。文庫解説は池上彰が務めた。
今回の出版社側からのリクエストは“社会的テーマのミステリー”だったが、連載媒体がNHKのウェブマガジンということで総理大臣が主人公の政治もの、しかもそれを入れ替わりによって全くの素人が行うことで、池上彰のようにわかりやすく政治の世界を描いて国民の願いや怒りを代弁したり風刺したりできると考え、その源流ともいえるチャップリンの1940年の映画『独裁者』を意識して執筆された。そして主人公が戦う相手は「閣僚」「野党」「官僚」「テロ」「国民」と順に大きくなるように設定され、これは各章のタイトルになっている。また、忘れていた過去の腹立たしい問題や事件を小説によって思い出すのも一興と実際の時事問題が多くとりあげられているが、2014年11月には脱稿していたにもかかわらず、2015年1月に小説の内容とシンクロするようなISILによる日本人拘束事件が起こったことには著者自身も驚いたという。主人公の加納慎策については谷原章介の映像を思い浮かべて当て書きされた。
本作品は『月光のスティグマ』と同時期の話であり、共通の登場人物に注目することであるどんでん返しに気付く仕掛けがなされている。

## あらすじ
とある劇団に所属する売れない劇団員・加納慎策は、いつものように公演を終えたある日、2人の男に無理矢理車に押し込まれ、首相官邸に連れていかれる。加納はそこで、内閣官房長官の樽見政純から、世間には伏せられているものの実は蜂窩織炎に罹り意識不明状態にある総理大臣・真垣統一郎の替え玉になってほしいと打診される。元々顔や声質が瓜二つで真垣の物真似を得意としていた慎策は、国民全員を相手にした大芝居も悪くないと考え、報酬や俳優としてのデビューを引き換えにその提案を受け入れる。しかし政治的知識に乏しかったため、党三役との初の顔合わせはうまく乗り切ったもののやはり深い議論になるとついて行けず、相談役兼教育係として大学准教授を務める旧友の風間歴彦をつけてもらう。
付け焼刃で必死に知識を詰め込みながらも本来持ち合わせている機転の早さや真摯な態度で閣僚懇談会や通常国会を乗り切っていく慎策に対し、樽見はおろか、野党である民生党の元代表・大隈泰治も不思議な魅力を感じ始めていた。しかしそんな矢先、本物の真垣が亡くなったという知らせが入る。風間は引き際だと忠告するが、東日本大震災後の宮城県石巻市の視察で復興の遅れを目の当たりにしていた慎策は真垣のフリを続けることを決める。
一方、慎策の恋人である安峰珠緒は突然帰ってこなくなった慎策を心配して戸塚警察署を訪れていた。このような場合は一般家出人に分類されるため通常捜査はされないが、慎策が真垣統一郎と瓜二つだと知った刑事課の富樫は興味を示す。また、珠緒もテレビに映る真垣が右足をせわしなく揺する姿を見て、真垣＝慎策ではないかと疑い始めた。
復興の遅れは財源捻出の特別措置として公務員給与の削減が実施された官僚たちの被害者意識によるものが大きいと考え提出した内閣人事局設置法案は、大隈の行動によりなんとか可決。慎策は内閣人事局に風間を送りこむことを考えるが、替え玉続行を反対し始めた風間を危惧した樽見が風間をイギリスへ栄転させてしまい、慎策は風間の助言を受けられなくなってしまう。
そんな中、在アルジェリアの日本大使館がテロリストによって占拠されたというニュースが入ってくる。「断固たる態度をとる」という名のもと、政府は具体的には何もしないのが1番いいのだと各大臣達に諭されるものの、実際にテロリストグループによって人質の頭が銃で吹き飛ばされる瞬間を目撃したり、是枝孝政幹事長から人質の中に長年の秘書が含まれていると聞かされた慎策は思い悩む。そんな中、頼りにしていた樽見が突然心筋梗塞で倒れて亡くなってしまい、1人で決断することを迫られた慎策は、陸上自衛隊特殊作戦群をアルジェリアに派遣し、人質となっている邦人34名を救出することを独断で決める。
しかしこの行動は憲法違反であるとされ、慎策は各大臣はおろか世間からも激しく糾弾されることになるが、この決断を世間に問うため、ある決定を実行に移す。

## 登場人物

### 主要人物
加納 慎策（かのう しんさく）
35歳。役者を夢見て劇団に所属して8年目の売れない劇団員。しかし劇団の主宰から真垣統一郎のものまねでの前説をすすめられたことが転機となり、そのクオリティから動画サイトではちょっとした有名人になっている。顔が瓜二つなだけでなく元から声質もよく似ており、抑揚を注意すれば見分けられるものはいないと思われる。最近では慎策目当ての劇団ファンもいるが、本人は所詮他人の空似を利用しているだけだという醒めた気持ちがある。
家賃不払いでアパートを追い出されたため、東山藤稲神社から徒歩5分、集合住宅の中でもひときわ古い棟の4階角部屋に住む珠緒の家に転がり込んだ。政治には興味はなく、知識もない。昔から後先は考えないタイプで、どうしようもなくなってから他人に頼る。緊張すると右脚を貧乏ゆすりする癖がある。
真垣 統一郎（まがき とういちろう）
40歳。国民党政権の内閣総理大臣で、同党の第四派閥・相沢派の出身。初めての3年間の民政党政権後に返り咲いて総裁、そして総理となった。右手の人差し指を斜め上に掲げるのが決めポーズ。脱原発を公約としており、党内改革・既得権益排斥を謳う。
父親・真垣善治（まがきよしはる）もかつては総理大臣であり、一人息子の統一郎は秘書をつとめていたが、善治は数年前に逝去した。しかし統一郎は父親を凌ぐ天性のカリスマ性があり、弁舌や性格は誰をも引き込み、政治家に不可欠な擦り合わせと妥協のバランス感覚も絶妙。初当選からあれよあれよというまに時代の寵児としてもてはやされた。母親は統一郎が20歳になる前に他界しており、善治も再婚せず、統一郎本人も独身であるため家族はいない。
休暇中に蜂窩織炎に罹ってしまったものの回復したとされていたが、実際には脳にまで菌が達してしまい意識不明の重体となっており、東西（とうざい）病院の高嶺（たかみね）主治医のもと、集中治療室で治療を受けている。
樽見 政純（たるみ まさずみ）
真垣政権の内閣官房長官。真垣が意識不明となる非常事態の中、息子が見ていた動画サイトに出ていた慎策の姿を見て替え玉を思いつき、計画した張本人。すらりと背が高く、厳めしい顔立ちでぎょろりとした目が印象的。笑うと愛嬌があるが、目の奥は笑っていない。真垣とは派閥が違ったが、政治信条や尊敬する先輩に共通点が多く、刎頚の友とも呼べる間柄だった。妻と息子・娘がいる。
想像以上の慎策の度胸と現場処理能力に驚き、次第に自分で総理になるより慎策を鍛え育てることの方がいいのではないかと思い始める。
安峰 珠緒（やすみね たまお）
慎策より6歳年下の恋人。新大久保の病院で医療事務をしている。去年、下落合の駅で珠緒が2人連れの男に絡まれていたのを慎策が助けたことがきっかけで付き合うようになった。自分の芸は所詮コピーだと卑下する慎策に、「立派な演技だよ」「声や演技で他人を沸かせるなんて本当にスゴいことだよ」と励ます。同居も食事作りも自分が望んだことだと主張し、慎策の収入が少ないことを決して責めたりはしない。
風間 歴彦（かざま つぐひこ）
城都（じょうと）大学政治経済学部准教授。6年ぶりに会った慎策の参与を務めることになる。
蓬髪で無精髭を生やしているが、学内や斯界での評判は悪くない。学生のころから優秀だったが、愚鈍なものを見下す癖があり、婉曲表現や社交辞令ができない。慎策とも過去に数えきれないほど絶交をしてきたが、今までも慎策が窮地に陥ると、文句を言いながらも戻って助けてくれた。

### 国民党
是枝 孝政（これえだ たかまさ）
幹事長。党三役の1人で、実質的なナンバー2。42歳。牧村派の生え抜きで、衆議院選で選挙参謀をつとめたことが評価されて就任した。端正な顔立ちと歯に衣を着せない物言いでありながら、清廉なイメージで特に女性と若年層に支持者が多く、真垣と年齢が近いことから“国民党の若きツートップ”とも言われる。
しかしカリスマ性の強い真垣とは対極にカリスマ性はなく、集金能力が買われての指名だった。慇懃な振る舞いだがそこには作り物めいたものが漂い、実際に何を考えているのかは分からない。樽見が党三役の中で最も油断ならないと思っている人物。
須郷 毅（すごう つよし）
総務会長。党三役の1人で、25名の議員で構成される総務会の長。
70歳過ぎで当選13回のベテラン議員だが、精悍な顔立ちやつやつやとした黒髪、張りのある声でとてもそうは見えない印象を与える。最大派閥である須郷派の領袖でありながら、真垣人気を誰よりも早く見抜き、敵対派閥でありながらあえて真垣を支持し、真垣総理を誕生させた影の功労者。悪人面のわりに人情派で、信奉者が多い。
国松 勉（くにまつ つとむ）
政務調査会長。党三役の1人で党内派閥の一つ・芝崎派の代表。
大臣・副大臣経験者である族議員を多く抱え、党内既得権益の象徴と目される芝崎派の古参。頬がこけ、やぶにらみ気味の目を持つが、剣道・柔道の有段者。議員になる前は郵便局長会の幹部を務めていた。
岡部 鑑三（おかべ かんぞう）
真垣政権の財務大臣兼副総理。当選9回の元財務官僚で芝崎派。
貧相な小男。経済のスペシャリストだが、基本的に話し方は事務的で過去は暴言癖もあり、人心も読めず総理の器ではない。
本多 真樹夫（ほんだ まきお）
防衛大臣。防衛大出身。
芹澤 孝彦（せりざわ たかひこ）
外務大臣。根っからの楽観主義者。アルジェリア政府要人との交渉を任されるが、成果は出せなかった。
斑目 慶子（まだらめけいこ）
文科大臣。相沢派。
丸山 健吾（まるやま けんご）
国民党第二派閥・下島派の中堅議員。
勝見 義久（かつみ よしひさ）
国民党芝崎派の中堅議員。経産省出身。内閣人事局設置法案反対派として真垣に質問する。

### 民生党
大隈 泰治（おおくま やすはる）
前政権与党である民生党の元代表。樽見とは同じ年に初当選した同期で、以前は国民党に所属していたが、民生党創設時に離党して初代代表を務めた。現在も大隈派は衆議院で32名を占め、民生党に大きな影響力を有している。自分の理想からはずれたものは容赦なく破壊するタイプで、今の民生党も自分の理想からは外れてしまったと考えている。
10年前の演説の最中に暴漢に襲撃され、左頬に傷跡がある。太い眉に奥二重、丸い鼻と突き出た下唇が原因で暴力団幹部と言っても通るほど顔はいかつい。新潟で生まれ育ち、地酒〈八海山〉を決まって飲む。
如月 継夫（きさらぎ つぐお）
民生党の現代表。よく言えば唯我独尊、悪く言えば意固地で最も融通がきかないタイプ。家は三代続いた資産家。
安河内 幹夫（やすこうち みきお）
民生党議員。品の無い野次をとばすため、“野次将軍”という異名をもつ。原発推進派。

### その他
設楽（したら）
内閣情報官。警察庁から出向してきた内閣情報調査室のトップで、週1回は国内外の情報分析報告をする。端正な面立ちで直立不動で話す姿が美しい。
葛野 泰助（くずの たいすけ）
内閣法制局長官。東京地検他各地の地検をまわった後、平成5年に内閣法制局参事官となり、真垣内閣発足時に長官になった。小男で抜け目のなさそうな顔立ちをしている。
鈴村 穂波（すずむら ほなみ）
野党の一つ・社会連合党代表。本職は弁護士。歯に衣着せない物言いで、〈女性と社会的弱者の代弁者〉を標榜する古参議員。
橘 令子（たちばな れいこ）
昨年の千葉四区の候補だったが、衆議院選で敗退した。既婚者だが、一時期真垣と不倫関係にあった。
樫村（かしむら）
新聞社「東亜（とうあ）日報」の女性記者。須郷派のベテラン議員・久我山照之（くがやまてるゆき）議員のアラサー以上の女性に対する〈行かず後家〉発言に関して政府与党はどう考えているのかと樽見につっこむ。
横島（よこしま）
新聞社「帝都（ていと）新聞」記者。国民党・牧村派の中堅議員兼現役の弁護士の橋爪健太郎（けんたろう）議員が非弁行為で京都弁護士会から懲戒請求を受けている件で樽見につっこむ。
富樫（とがし）
戸塚警察署刑事課所属の刑事。刑事というより人生に疲れたサラリーマンのような風貌をしている。
牧尾（まきお）
慎策が石巻を視察した時に随行した復興政策部の担当者。震災で妻と子供を亡くした。

## 書籍情報
- 単行本：NHK出版、2015年8月25日発売、ISBN 978-4-14-005670-7
- 文庫本：宝島社文庫、2018年12月6日発売、ISBN 978-4-8002-8735-9